# Uran-233
Uran-233 (233U nebo U-233) je štěpitelný izotop uranu, s poločasem přeměny přibližně 159 200 roků, který vzniká v rámci thoriového palivového cyklu z thoria-232. Byl zkoumán pro možné využití v jaderných zbraních a reaktorech; byl použit v experimentálních reaktorech.
Uran-233 vzniká záchytem neutronu v thoriu-232, čímž se vytvoří thorium-233 (233Th), jež má poločas přeměny 21,8 minuty a přeměňuje se beta minus přeměnou na protaktinium-233 (233Pa). 233Pa má poločas necelých 27 dnů a mění se přeměnou beta minus na uran-233; v některých navržených reaktorech založených na roztavených solích se protaktinium izoluje, aby se zabránilo dalšímu záchytu neutronů před beta přeměnou, což umožňuje lepší využití neutronů (při přeskočení 233U by dalším štěpitelným izotopem byl 235U, takže k dosažení štěpení by byly třeba 4 neutrony).
233U se po záchytu neutronu obvykle rozštěpí, ale někdy ke štěpení nedojde a vznikne tím uran-234. Poměr záchytu ke štěpení je u uranu-233 menší, než u zbylých dvou hlavních štěpitelných nuklidů, uranu-235 a plutonia-239.[zdroj?]

## Štěpný materiál

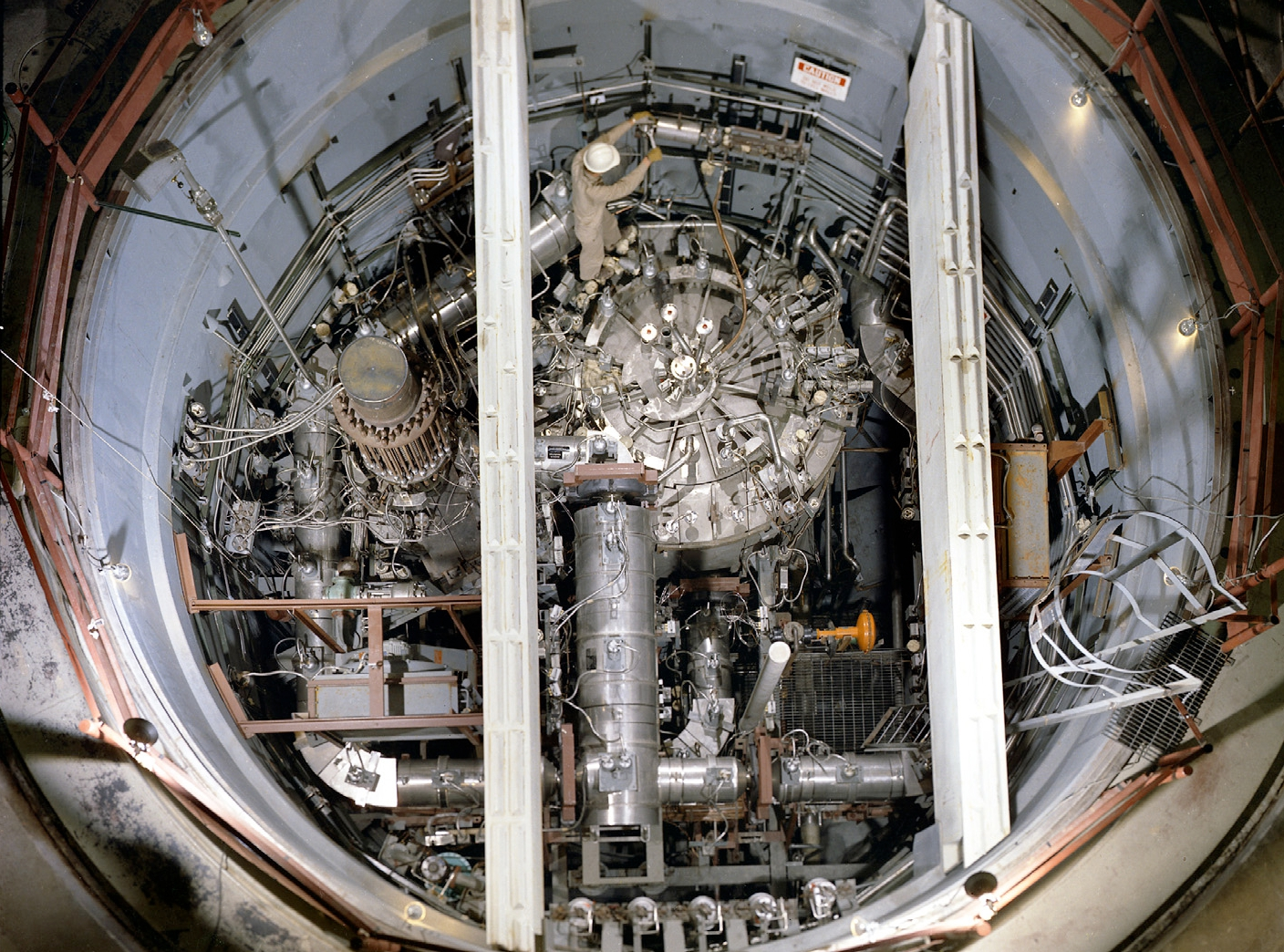
Experiment s reaktorem založeným na roztavené soli, prováděný v Národních laboratořích v Oak Ridge

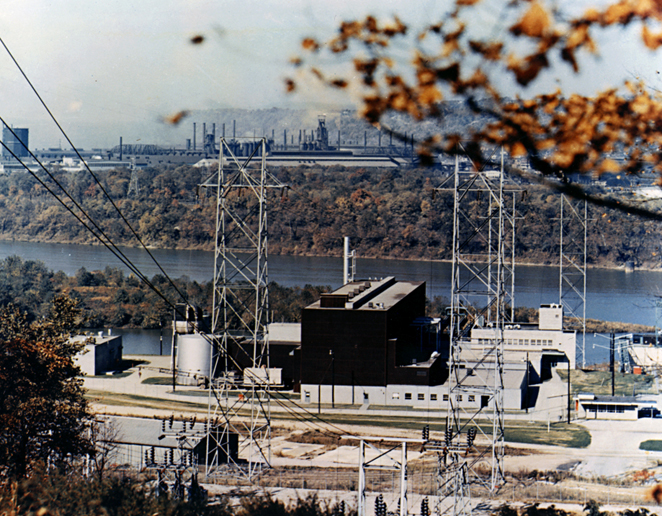
Jaderná elektrárna Shippingport

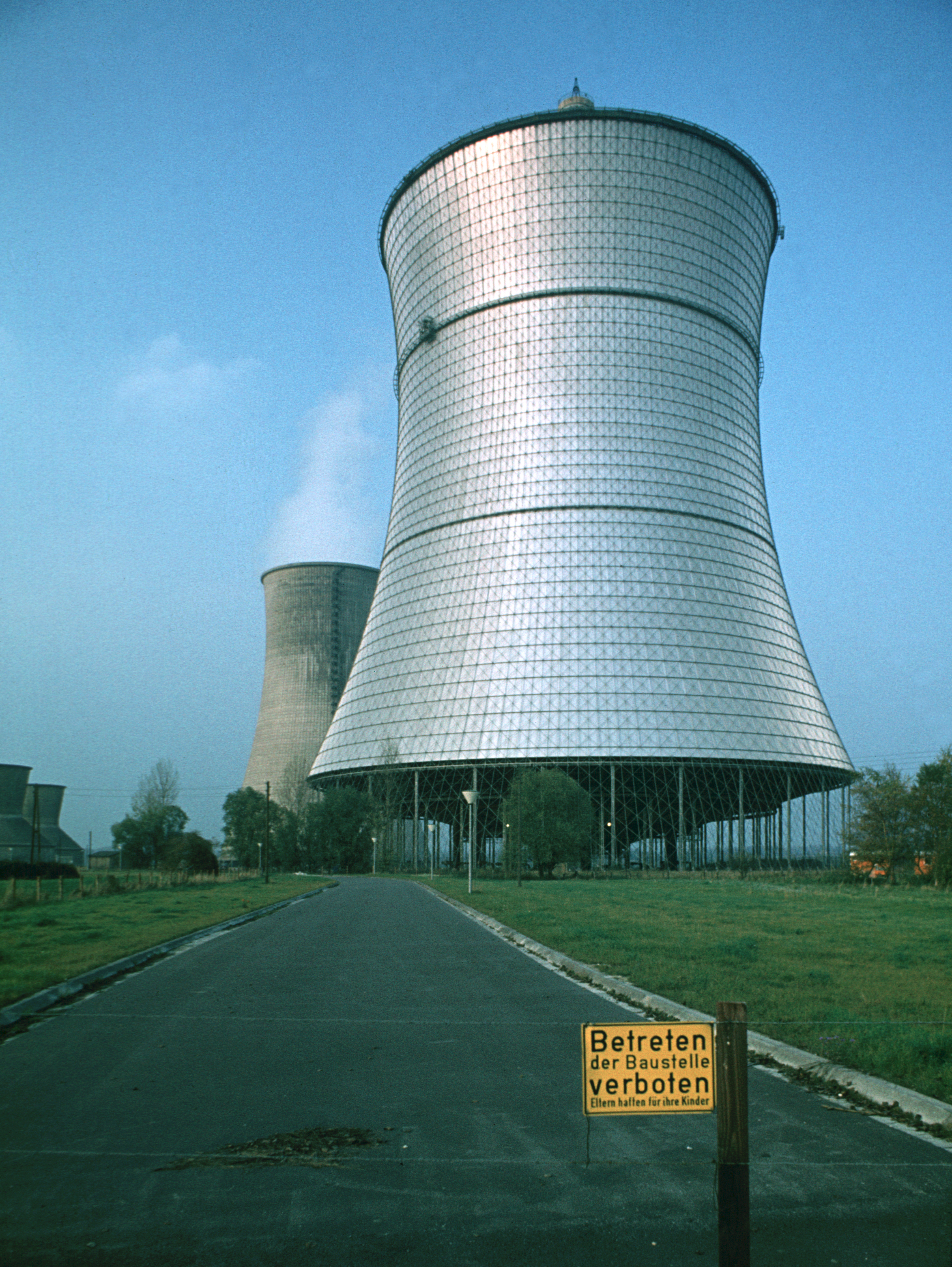
Jaderný reaktor THTR-300 v Německu

V roce 1946 byl uran-233 získaný z thoria poprvé veřejně označen za třetí možné palivo pro jaderné elektrárny a zbraně (vedle uranu-235 a plutonia-239).
Ve Spojených státech amerických se během studené války vyrobilo kolem 2 tun uranu-233, v různé chemické i izotopové čistotě.
Výroba probíhala na Hanford Site a Savannah River Site v reaktorech určených na výrobu plutonia-239.

## Jaderné palivo
Uran-233 byl navržen jako palivo do několika druhů reaktorů, potenciální využití má v několika nových druzích reaktorů s thoriovým palivovým cyklem, kde vzniká z thoria. 233U může být vytvářen jak v rychlých reaktorech, tak i v tepelných reaktorech, zatímco palivové cykly založené na uranu-238 vyžadují ke vzniku silnější tok neutronů v rychlém reaktoru, aby se vytvářelo více štěpného materiálu, než se spotřebuje.
V Indii, která má velká ložiska thoria, je snaha o posun jaderného programu k získávání uranu-233 z thoria.

### Uvolněná energie
Rozštěpením jednoho jádra uranu-233 se uvolní 197,9 MeV, tedy 3,171·10−11 J, což je 19,09 TJ/mol a 81,95 TJ/kg).
| Zdroj                                                                                     | Průměrná uvolněná energie (MeV) |
| ----------------------------------------------------------------------------------------- | ------------------------------- |
| Přímo uvolněná energie                                                                    |                                 |
| Kinetická energie jader vzniklých štěpením                                                | 168,2                           |
| Kinetická energie uvolněných neutronů                                                     | 4,8                             |
| Energie fotonů záření γ                                                                   | 7,7                             |
| Energie z rozpadu produktů štěpení                                                        |                                 |
| Energie částic β−                                                                         | 5,2                             |
| Energie antineutrin                                                                       | 6,9                             |
| Energie druhotných γ fotonů                                                               | 5,0                             |
| Celkem (kromě odcházejících antineutrin)                                                  | 191,0                           |
| Energie získaná záchytem neutronů uvolněných štěpením, které se neúčastní dalšího štěpení | 9,1                             |
| Energie přeměněná na teplo při provozu tepelného jaderného reaktoru                       | 200,1                           |

## Materiál pro zbraně

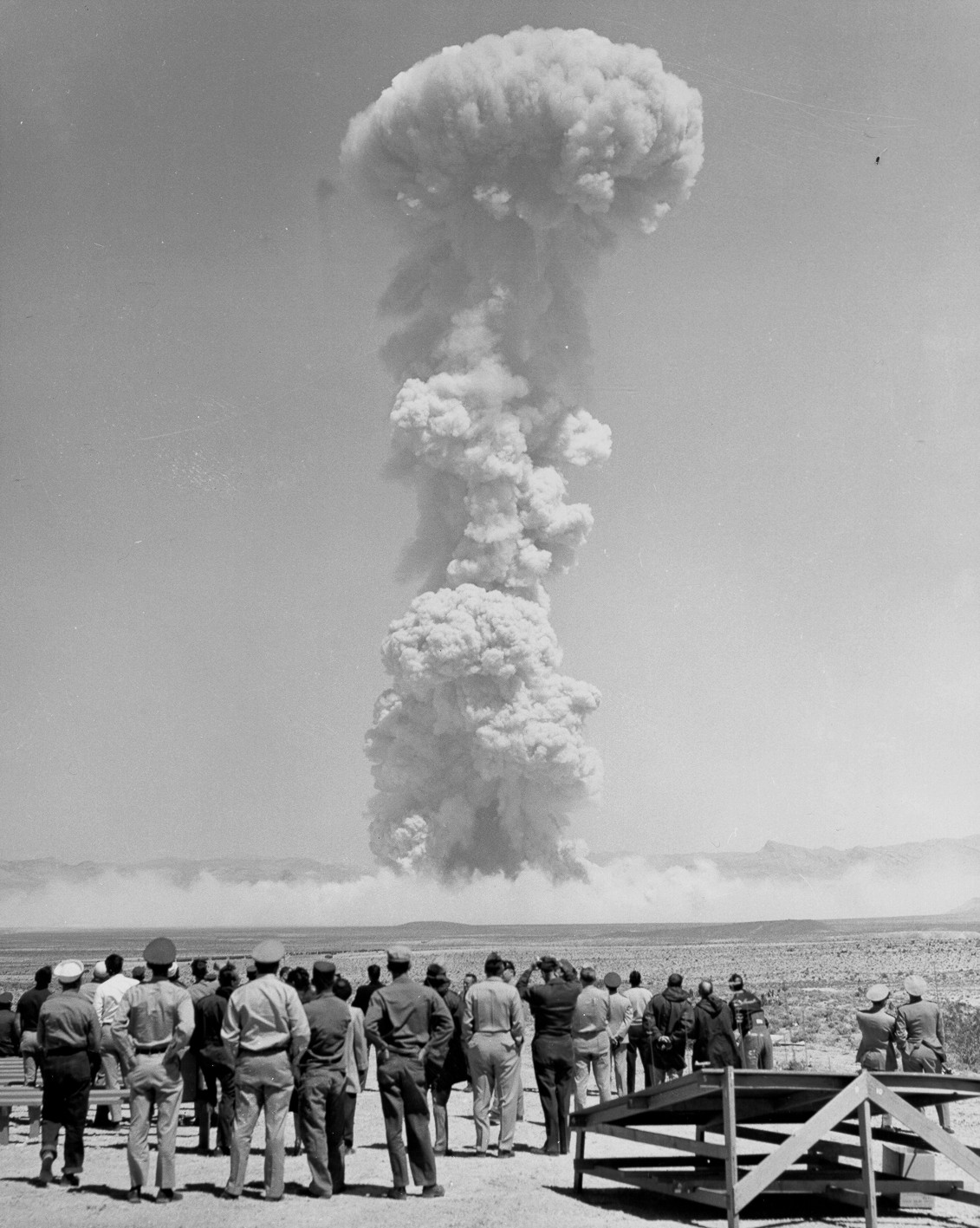
První výbuch jaderné bomby obsahující U-233, provedený 15. dubna 1955

Jako možný materiál pro jaderné zbraně je uran-233 více podobný plutoniu-239 než uranu-235, protože se vyrábí uměle, namísto izolace z přírodních zdrojů. Jeho kritická hmotnost je podobně jako u 239Pu 4–5 kg.
V roce 1994 přestal být uran-233 považován za velmi dobrý materiál pro zbraně, uznána ale byla jeho výhodnost v ojedinělých případech. Bylo ovšem oznámeno, že stávající zbraně založené na uranu-233 místo plutonia-239, nebudou nahrazovány plutoniovými.
Výrobu uranu-233 mohou ztěžovat příměsi 232U čemuž se však lze vyhnout.
I když je možné použít uran-233 jako štěpný materiál v jaderných zbraních, tak existují pochybnosti o jeho skutečném využívání; předpokládá se, že je U-233 obsažen v indických jaderných zbraních, protože je zde snadno dostupné thorium, a může být používán i jinde, ovšem veřejně dostupných údajů o jeho používání není mnoho:
- Spojené státy americké odpálily v roce 1955 v rámci Operace Teapot bombu obsahující směs 233U a plutonia; sestavenou stejně jako u zbraně obsahující plutonium/235U z TX-7E, prototypu jaderné bomby Mark 7 testované roku 1951. Dosažená energie 22 kilotun byla nižší, než očekávaných 33 kilotun.[11][12]
- Ve stejném roce odpálil Sovětský svaz první vodíkovou bombu, RDS-37, obsahující štěpné jádro z 235U a 233U.[13]
- Roku 1998 vybouchla indická experimentální zbraň založená na uranu-233 o nízké síle (0,2 kilotuny) nazvaná Šakti V.[14][15]

Na výrobu 233U v  Hanford Site byly použity reaktor B i jiné reaktory vytvořené na výrobu zbraňového materiálu.
Celkově bylo ve Spojených státech vyrobeno kolem dvou tun 233U, s rozdílnou čistotou, přičemž některé vzorky obsahovaly jen 6 ppm 232U.

### Příměsi232U
Při výrobě 233U ozařováním 232Th vznikají také malá množství 232U (n,2n) reakcí 233U, 233Pa, nebo 232Th:
232Th (n,γ) → 233Th (β−) → 233Pa (β−) → 233U (n,2n) → 232U
232Th (n,γ) → 233Th (β−) → 233Pa (n,2n) → 232Pa (β−)→ 232U
232Th (n,2n) → 231Th (β−) → 231Pa (n,γ) → 232Pa (β−) → 232U
Dalším způsobem jeho tvorby je záchyt neutronů na malých množstvích 230Th, které je součástí přeměnové řady uranu-238 a tak se v malých množstvích také nachází v přírodě:
230Th (n,γ) → 231Th (β−) → 231Pa (n,γ) → 232Pa (β−) → 232U
V rozpadové řadě 232U rychle vznikají nuklidy, které jsou silnými zdroji záření gama; nejsilnějším z nich je thallium-208, u nějž mají gama fotony energii 2,6 MeV:
232U (α, 68,9 r)
228Th (α, 1,9 r)
224Ra (α, 5,44 MeV, 3,6 d; γ, 0,24 MeV)
220Rn (α, 6,29 MeV, 56 s; γ, 0.54 MeV)
216Po (α, 0,15 s)
212Pb (β−, 10,64 h)
212Bi (α, 61 min, 0,78 MeV)
208Tl (β−, 1,8 MeV, 3 min; γ, 2,6 MeV)
208Pb (stabilní)
Z tohoto důvodu je přechovávání v rukavicových boxech se slabým odstíněním (časté u plutonia) příliš nebezpečné a vyžaduje při výrobě paliva použití dálkových manipulátorů.
Významné nebezpečí se objevuje i při koncentracích na úrovni 5 ppm. Implozní jaderné zbraně musí mít obsah 232U pod 50 ppm (u zbraňového plutonia nemá obsah 240Pu překročit 6,5 %, tedy 65 000 ppm a zastoupení 238Pu nemá být vyšší než 0,5 % (5 000 ppm). U pistolových jaderných zbraní je navíc potřebný nízký obsah (nejvýše 1 ppm) lehkých nečistot, aby se nevytvářelo příliš mnoho neutronů.
Výroba „čistého“ 233U, s nízkým zastoupením 232U, vyžaduje několik faktorů: 1) zdroj dostatečně čistého 232Th, s nízkým obsahem 230Th (které se přeměňuje na 232U), 2) zpomalování vznikajících neutronů, aby jejich energie nepřesáhla 6 MeV (při vyšší energii vyvolávají reakci 232Th (n,2n) → 231Th) a 3) oddělení thoria od proudu neutronů před dosažením vysoké koncentrace 233U, což by způsobilo jeho štěpení a uvolňování vysokoenergetických neutronů.
Při experimentu s reaktorem založeným na roztavených solích (MSRE) byl vytvořen v lehkovodním reaktoru 233U mající kolem 220 ppm 232U.

## Další údaje
Thorium, ze kterého se vyrábí 233U, se v zemské kůře vyskytuje v třikrát až čtyřikrát větším množství než uran.
Rozpadová řada 233U je součástí neptuniové řady, jejímž výchozím nuklidem je 237Np.
Uran-233 má využití při získávání izotopů 225Ac a 213Bi, které se vyskytují v jeho rozpadové řadě, pro lékařská použití, v nízkohmotnostních jaderných reaktorech s vesmírnými využitími, jako izotopový značkovač, ve výzkumu jaderných zbraní, a jako palivo reaktorů s thoriovým palivovým cyklem.
Bismut-213 je potenciálně využitelný na léčbu některých nádorových onemocnění, jako jsou akutní myeloidní leukémie a nádory slinivky břišní a ledvin.